# Dorgali
Dorgali is een gemeente in de Italiaanse provincie Nuoro (regio Sardinië) en telt 8290 inwoners (31-12-2004). De oppervlakte bedraagt 225,0 km², de bevolkingsdichtheid is 37 inwoners per km².
De volgende frazioni maken deel uit van de gemeente: Cala Gonone.

## Demografie
Dorgali telt ongeveer 2950 huishoudens. Het aantal inwoners steeg in de periode 1991-2001 met 1,9% volgens cijfers uit de tienjaarlijkse volkstellingen van ISTAT.
| Jaar | Inwoneraantal |
| ---- | ------------- |
| 1991 | 8035          |
| 2001 | 8190          |

## Geografie
De hoogste top in de bergachtige gemeente bereikt een hoogte van 400 m. Doordat een deel van het grondgebied aan de kust ligt (onder andere bij de plaats Cala Gonone) is het laagste punt 0 m.
Dorgali grenst aan de volgende gemeenten: Baunei (OG), Galtellì, Lula, Nuoro, Oliena, Orgosolo, Orosei, Orune, Urzulei (OG).

## Externe link

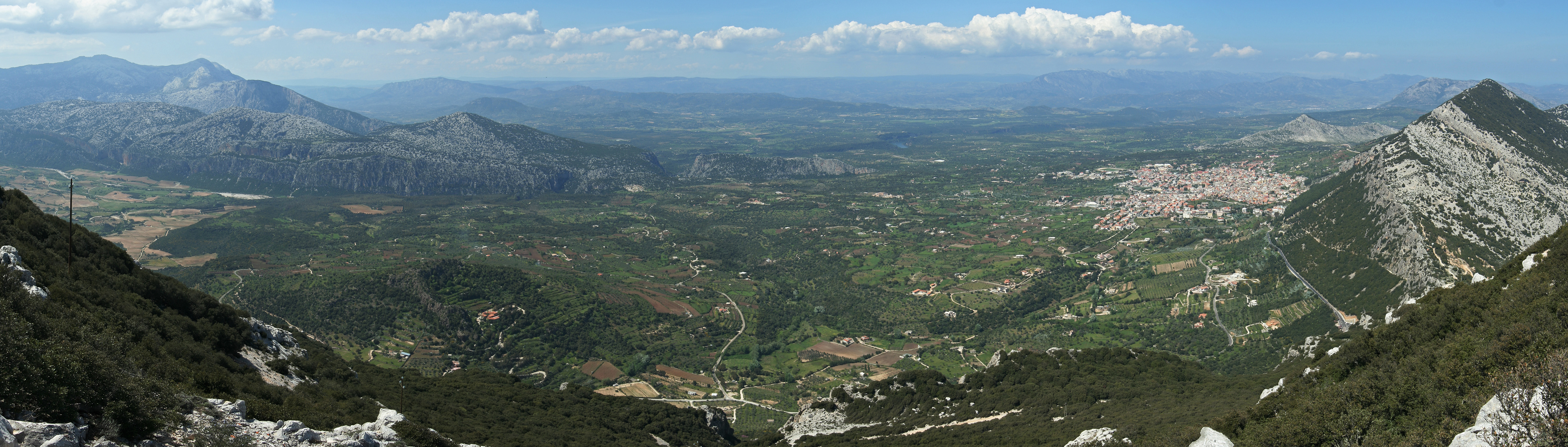
Dorgali